# Abdelhak Ben Salah
Pour les articles homonymes, voir Ben Salah.
Abdelhak Ben Salah (arabe : عبد الحق بن صالح), né le 25 avril 1990 à Sfax, est un handballeur tunisien jouant au poste de demi-centre.

## Carrière
En 2009, il termine avec la sélection tunisienne à la quatrième place du championnat du monde cadet, où il finit deuxième meilleur buteur tunisien avec 28 buts marqués. Deux ans plus tard, il remporte la médaille de bronze au championnat du monde junior.
Le 8 septembre 2016, la Fédération tunisienne de handball le condamne à une exclusion à vie de toute activité avec l'équipe nationale, au paiement d'une amende de 60 000 dinars et à une suspension de matchs pour une durée de quatre mois après avoir quitté un stage de la sélection nationale sans avertir le staff technique. Sa peine est réduite en appel : il se voit privé de sélection pendant une année et l'amende est réduite à 25 000 dinars.

## Palmarès

### Clubs
- Vainqueur du championnat de Tunisie : 2011, 2015
- Vainqueur de la coupe de Tunisie : 2010, 2014, 2015, 2018
- Médaille de bronze à la Ligue des champions d'Asie : 2013 ( Qatar)

#### Supercoupe d'Afrique
- Médaille d'or à la Supercoupe d'Afrique 2013 ( Tunisie)
- Médaille d'argent à la Supercoupe d'Afrique 2011 ( Cameroun)
- Médaille d'or à la Supercoupe d'Afrique 2015 ( Gabon)

#### Ligue des champions d'Afrique
- Médaille d'or à la Ligue des champions d'Afrique 2010 ( Maroc)
- Médaille d'argent à la Ligue des champions d'Afrique 2011 ( Nigeria)
- Médaille de bronze à la Ligue des champions d'Afrique 2013 ( Maroc)
- Médaille d'or à la Ligue des champions d'Afrique 2014 ( Tunisie)

#### Coupe d'Afrique des vainqueurs de coupe
- Médaille d'or à la coupe d'Afrique des vainqueurs de coupe 2012 ( Tunisie)
- Médaille de bronze à la coupe d'Afrique des vainqueurs de coupe 2013 ( Tunisie)

### Équipe nationale

#### Championnat du monde de handball
- 11e au championnat du monde 2013 ( Espagne)

#### Autres
- 4e au championnat du monde cadet 2009 ( Tunisie)
- Médaillé de bronze au championnat du monde junior 2011 ( Grèce)
- Médaillé de bronze aux Jeux panarabes de 2011 ( Qatar)